# Клајн Кусевиц
Клајн Кусевиц (њем. Klein Kussewitz) општина је у њемачкој савезној држави Мекленбург-Западна Померанија. Једно је од 59 општинских средишта округа Бад Доберан. Према процјени из 2010. у општини је живјело 754 становника. Посједује регионалну шифру (AGS) 13051037.

## Географски и демографски подаци
Клајн Кусевиц се налази у савезној држави Мекленбург-Западна Померанија у округу Бад Доберан. Општина се налази на надморској висини од 24 метра. Површина општине износи 14,4 km². У самом мјесту је, према процјени из 2010. године, живјело 754 становника. Просјечна густина становништва износи 52 становника/km².